# 泰前街道
泰前街道，是中华人民共和国山東省泰安市泰山区下辖的一个乡镇级行政单位。

## 行政区划
泰前街道下辖以下地区：
泰前社区、迎胜社区、三合社区、王家庄社区、岱道庵社区、御碑楼社区、傲来峰社区、广生泉社区、科大社区、农大社区、金山社区、向阳社区、擂鼓石社区、嘉德社区、圣华社区、国华社区、艾洼村、上梨园村、下梨园村、上峪村、下峪村、黄山头村、水牛埠村、安家林村、东城村、西城村、杏园村和白马石村。